# Gutu Station
Gutu Station (Gutu stasjon eller Gutu holdeplass) var en jernbanestation, der lå i Eidsberg kommune på Indre Østfoldbanen (Østre Linje) i Norge.
Stationen blev åbnet som trinbrær i 1928 og nedlagt 1. januar 1989. Den bestod af et spor og en perron med et læskur i mørkebrunt træ. Den lå 70,74 km fra Oslo S.